# Plappermäulchen
Plappermaülchen (Jolie bouche bavarde) est une polka opus. 245 composée par Joseph Strauss.

## Histoire
La polka est jouée pour la première fois le 26 avril 1868 sur une scène en plein air du Neue Welt  à Vienne. Son titre ferait référence à la fille unique de Josef, Karoline, âgée de 10 ans à cette époque, en train de bavarder.
Elle est sous-titrée Musikalischer Scherz, et comme l'œuvre de son frère Johann Strauss II Perpetuum Mobile, qui a reçu le même sous-titre, il n'y a pas de fin, et la pièce peut donc être répétée à l'infini.
Bien qu'il s'agisse d'une œuvre relativement peu acclamée à cette époque, elle devient célèbre après avoir été interprétée par l'Orchestre philharmonique de Vienne et est aujourd'hui considérée comme l'un des chefs-d'œuvre de Josef. C'est également l'une des œuvres représentatives utilisant la crécelle.

## Interprétations notables
La pièce est souvent  jouée lors du célèbre concert du nouvel an à Vienne : en 1953 et 1954, sous la direction de Clemens Krauss ; 1956, 1961, 1964, 1965, 1970, 1971, 1974 et 1977, sous la direction de Willi Boskovsky ; 1986, sous la direction de Lorin Maazel ; 1989, sous la direction de Carlos Kleiber ; 1998, sous la direction de Zubin Mehta ; 2002, sous la direction de Seiji Ozawa; 2013, sous la direction de Franz Welser-Möst.